# Zona Monumental de Santiago de Surco
La Zona Monumental de Santiago de Surco, conocida como Surco Pueblo o Surco Viejo, es el casco histórico ubicado en el distrito de Santiago de Surco de la ciudad de Lima, capital del Perú. Es Patrimonio Cultural de la Nación desde el año 1989, mediante el R.J.N° 191-89-INC/J.Está comprendida dentro de los siguientes límites: «área comprendida por el jirón Cáceres, avenida Grau, jirón Anca y la vía paralela al jirón Ayacucho hacia el sureste, según plano No. 86-0075».

## Lugares de interés
- Plaza de Armas de Santiago de Surco

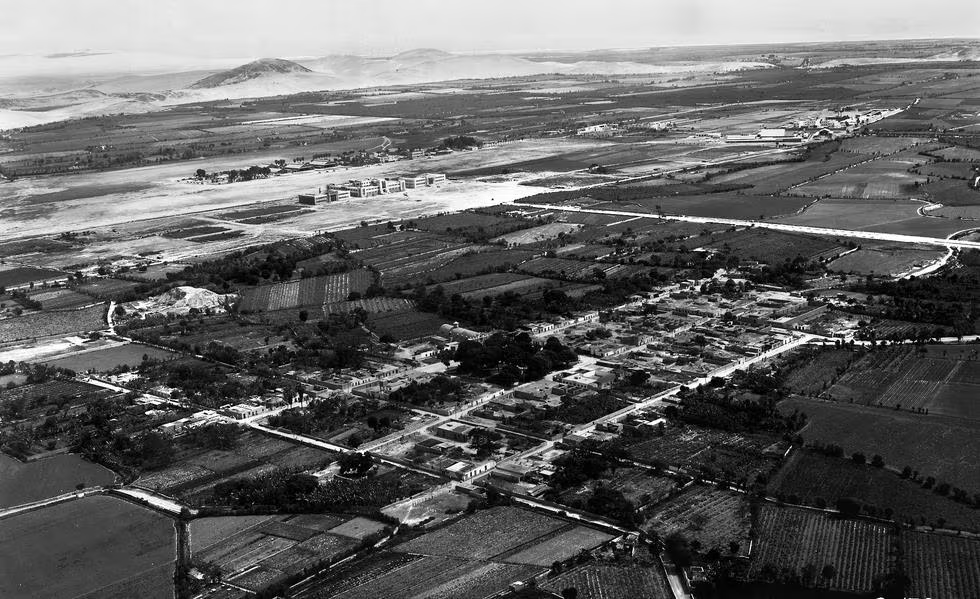
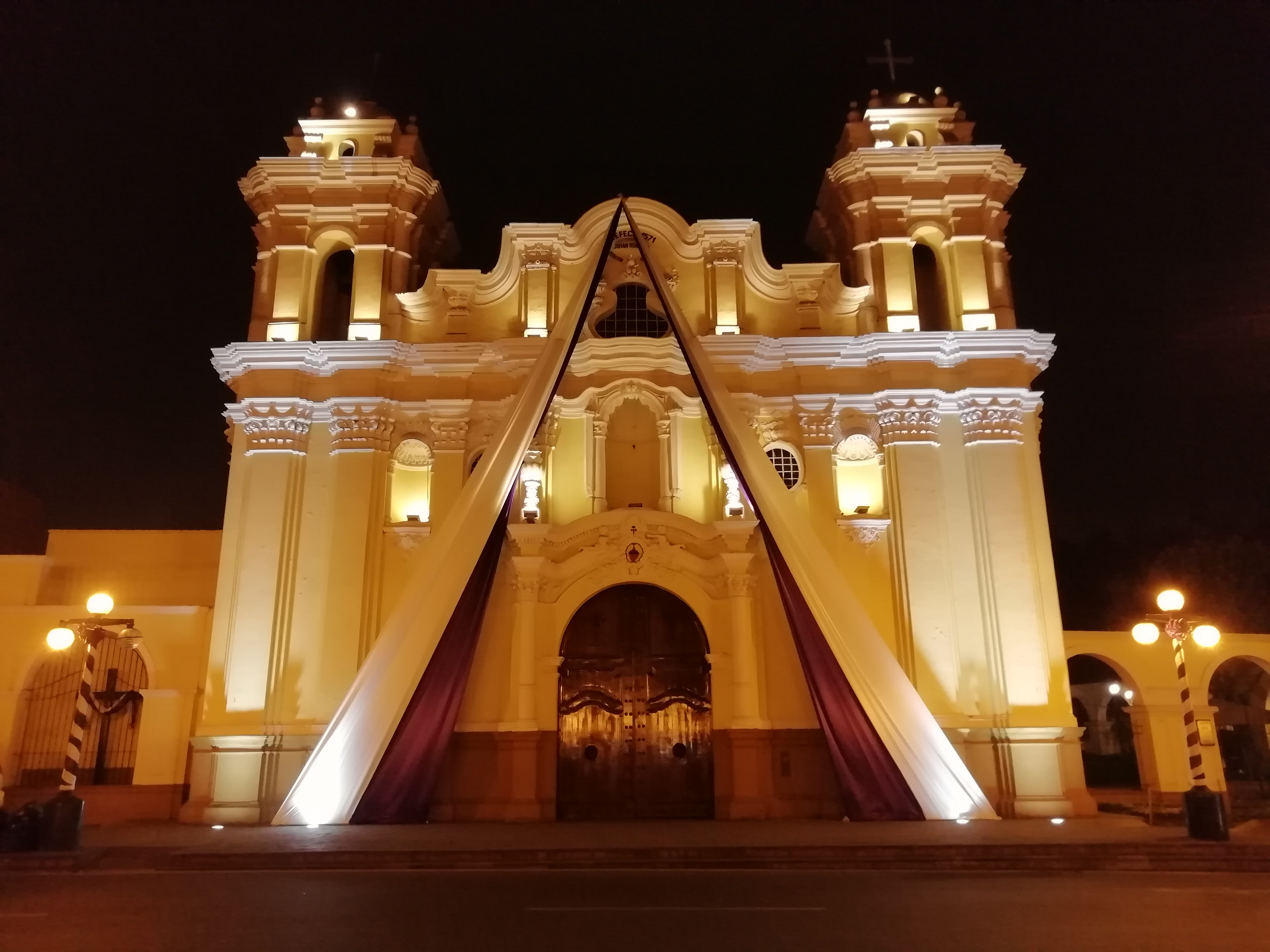
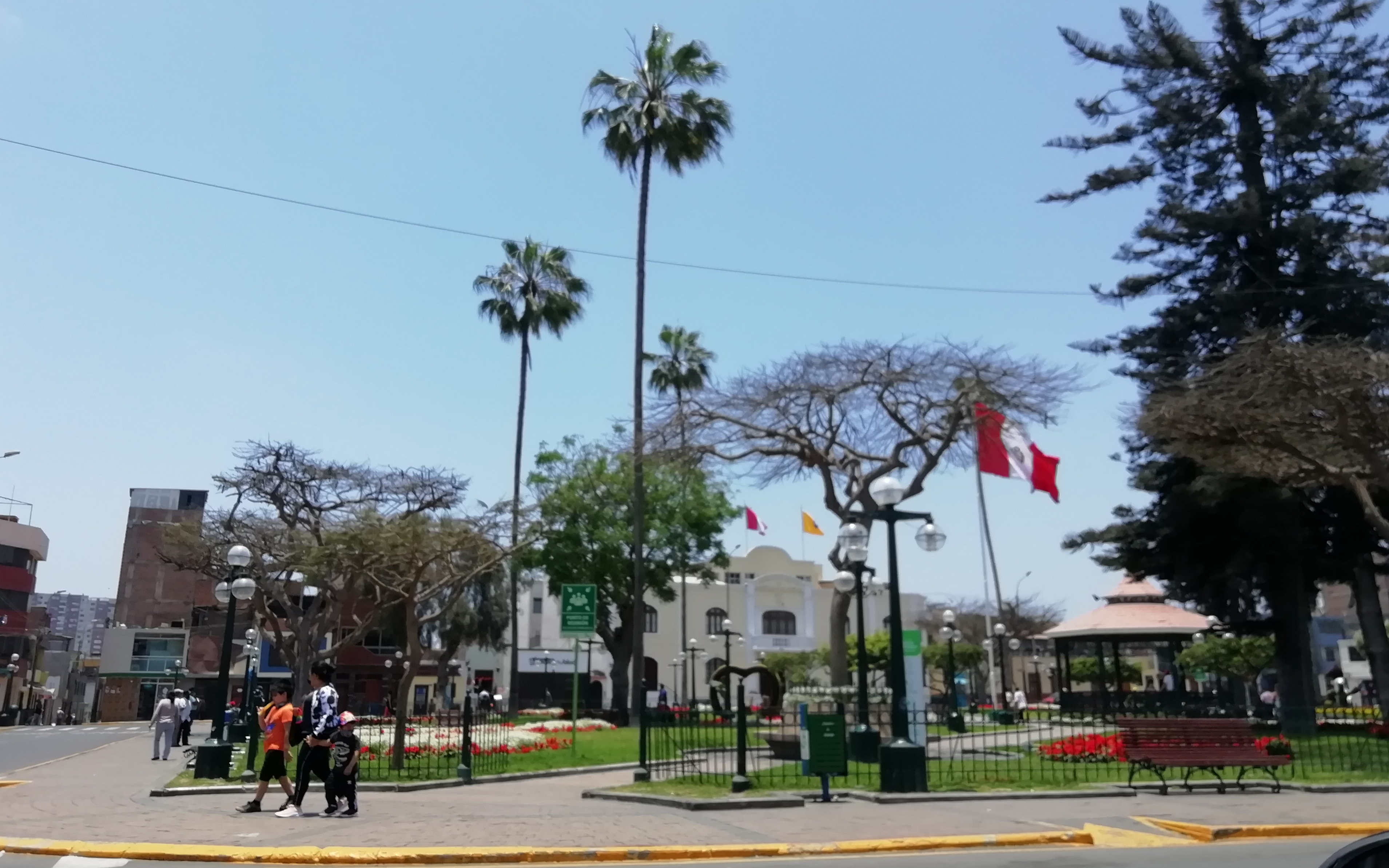

- Parroquia Santiago Apóstol
- Viñedos